# Martin Korenjak

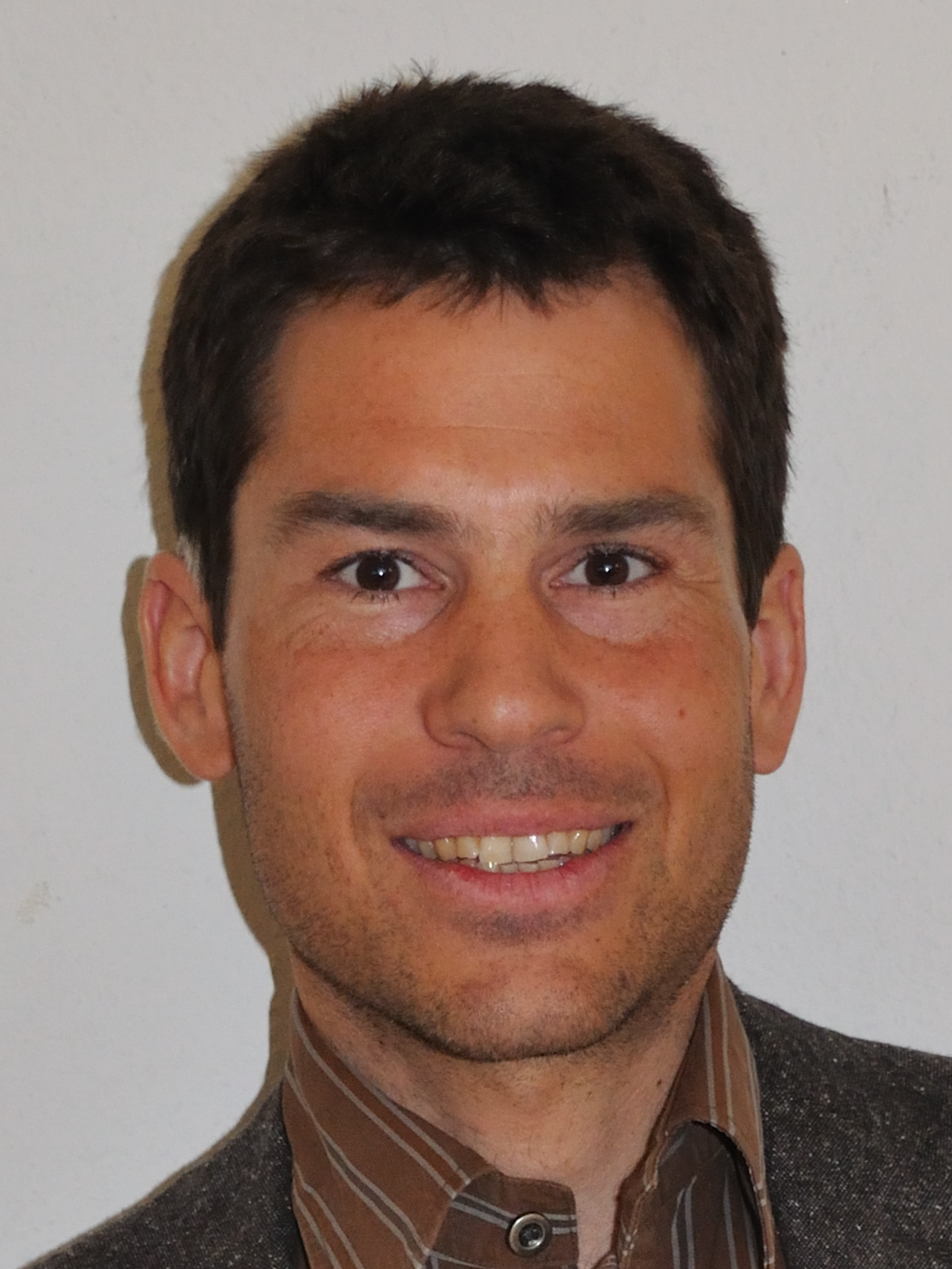
Martin Korenjak beim Bundeskongress des Deutschen Altphilologenverbandes 2010 in Freiburg im Breisgau

Martin Korenjak (* 16. September 1971 in Wels, Oberösterreich) ist ein österreichischer Klassischer Philologe.

## Leben
Korenjak besuchte die Volksschule und das Gymnasium in Littau und maturierte 1989 in Bregenz. Nach dem Ableisten der Präsenzpflicht in St. Johann in Tirol studierte er seit dem Wintersemester 1990/91 an der Universität Innsbruck Klassische Philologie: Latein und Griechisch auf Lehramt, als Erweiterungsstudium Sprachwissenschaft. Am 15. September 1994 bestand er die Diplomprüfung und ging an die Universität Heidelberg, wo er am 10. Februar 1996 bei Michael von Albrecht und Glenn W. Most mit der Dissertation Die Ericthoszene in Lukans Pharsalia promoviert wurde. Von September 1996 bis März 1997 absolvierte er in Salzburg das Unterrichtspraktikum in den Fächern Griechisch und Latein.
Von 1997 bis 2003 arbeitete Korenjak als Universitätsassistent am Institut für Sprachen und Literaturen der Universität Innsbruck, dem vormaligen Institut für Klassische Philologie. Im September 1998 erhielt er ein Forschungsstipendium des Deutschen Akademischen Austauschdienstes. Mit der Schrift Synergos tou legontos. Die Rolle des Publikums und seine Interaktion mit dem Redner in der sophistischen Rhetorik der Kaiserzeit habilitierte er sich 1999. Im Februar 2001 lud ihn die Fondation Hardt zu einem zweiwöchigen Forschungsaufenthalt nach Vandœuvres ein.
Im Sommer 2002 erhielt er Rufe von den Universitäten Frankfurt am Main und Bern und entschied sich für die letztere Stelle. Seit dem Sommersemester 2003 war er ordentlicher Professor der Klassischen Philologie mit Schwerpunkt Latinistik in Bern. Im Februar 2009 wechselte er an die Universität Innsbruck als Professor für Klassische Philologie und Neulatein.

## Auszeichnungen
- 2018: Tiroler Landespreis für Wissenschaft[1]
- 2019: Korrespondierendes Mitglied der Österreichischen Akademie der Wissenschaften

## Schriften (Auswahl)
- Die Ericthoszene in Lukans Pharsalia: Einleitung, Text, Übersetzung, Kommentar (= Studien zur Klassischen Philologie 101). Peter Lang, Frankfurt a. M. 1996, ISBN 978-3-631-30265-1
- Publikum  und  Redner.  Ihre  Interaktion  in  der  sophistischen  Rhetorik  der  Kaiserzeit (= Zetemata 104). C.H. Beck, München 2000, ISBN 978-3-406-46217-7
- Johannes Leucht, Epithalamium heroicum: Ein lateinisches Hochzeitsgedicht für Erzherzog Ferdinand II. und Anna Caterina Gonzaga. (Reihe: Commentationes Aenipontanae XXXIII / Tirolensia Latina 3) Universitätsverlag Wagner: Innsbruck 2002, ISBN 978-3-7030-0362-2.
- Ps.-Skymnos, Welt-Rundreise. Einleitung, Text, Übersetzung, Kommentar. Georg Olms, Hildesheim/Zürich/New York 2003, ISBN 978-3-487-11847-5
- Mit Vera Binder und Beate Noack (HGG.): Epitaphien: Tod, Totenrede, Rhetorik. (= Subsidia Classica 10) Verlag Marie Leidorf: Rahden/Westf. 2007, ISBN 978-3-86757-182-1.
- mit Florian Schaffenrath, Lav Subaric, Karlheinz Töchterle (Hrsg.): Tyrolis Latina. Geschichte der lateinischen Literatur in Tirol (2 Bde.). Böhlau, Wien/Köln/Weimar 2012, ISBN 978-3-205-78868-3
- Geschichte der neulateinischen Literatur. Vom Humanismus bis zur Gegenwart. Mit 13 Abbildungen. C.H. Beck, München 2016, ISBN 978-3-406-69032-7